# エルンスト・フォン・リュッヒェル
エルンスト・ヴィルヘルム・フリードリヒ・フィリップ・フォン・リュッヒェル（Ernst Wilhelm Friedrich Philipp von Rüchel、1754年7月21日 - 1823年1月14日）は、プロイセンの士官である。最終的に歩兵大将まで昇進した。

## 生涯

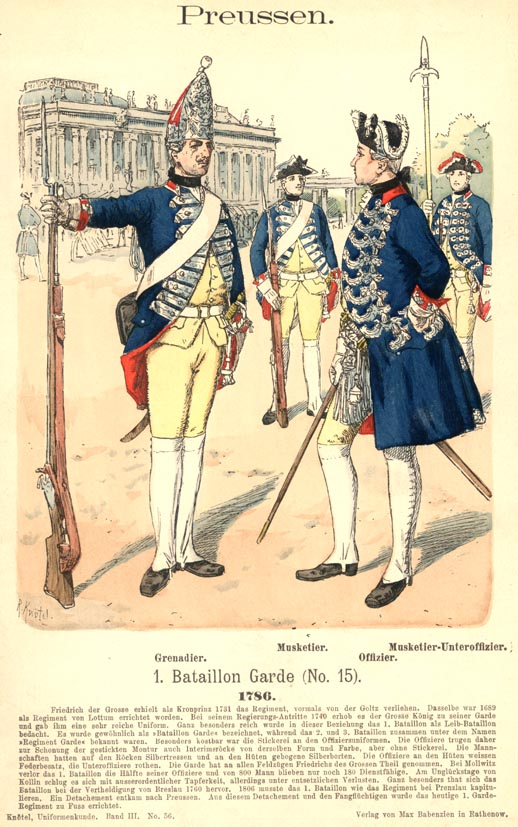
プロイセン近衛連隊の軍人（1786年の服装、第1大隊）。

### 生い立ち
エルンスト・フォン・リュッヒェルは、1754年7月21日、プロイセン王国のヒンターポンメルン・ベルガルト郡ツィーツェネフ（現：ポーランド領チェシニエヴォ）に誕生した。
父はプロイセン軍の士官で、ツィーツェネフの領主であったアダム・ゲオルク・フォン・リュッヒェル（1692年 - 1757年）で、母はシュネル家出身のアグネス・アウグステ・ヘートヴィヒだった。エルンストの兄3人は、既に七年戦争で戦死しており、父は末子であるエルンストには聖職者となるよう指示した。

### 軍人としてのキャリア
父の指示を拒否してベルリンの士官学校に通った後、1770年3月1日に彼は伍長としてシュテンダールの第27「フォン・シュトイェンティーン」歩兵連隊に配属された。
1772年9月29日に准尉に、1774年12月26日には少尉に昇進する。1777年にはその立場で大隊の副官に任じられ、1778年3月30日には連隊長、アレクサンダー・フォン・クノーベルスドルフ大佐の高級副官に就任した。
この間、1776年にクノーベルスドルフの指示により、マクデブルクの地方総監学校で軍事学を学び、フリードリヒ・クリストフ・フォン・ザルデルンから高く評価された。
1778年から1779年の、バイエルン継承戦争で初陣を飾り、彼はガーベルおよびグルムバッハの戦いに参加した。
1782年、ザルデルン中将の推薦によりポツダムにある兵站総監部へ赴任し、そこでフリードリヒ2世（大王）自らによる戦略や戦術学の講義を受ける。そして、大王のお気に入りの生徒と目されるようになり、次代・次々代の国王にも重用された。
次代のフリードリヒ・ヴィルヘルム2世は1788年、彼に軍事教育改革を託し、1790年には兵站幕僚長に任ぜられた。博愛主義的原理の影響を受けつつ、リュッヒェルは新しい教育計画の導入したり、高名な専門家（エアマンやアンシヨン）を講師として招聘したりして、軍学校を再編する。
また士官候補生団を兵站組織から教育組織へと改変した。そこではシャルンホルストの軍制改革にも拘わらず、20世紀に入ってもなお専門知識と並んで貴族的な階級主義が引き継がれている。さらにリュッヒェルは傷病兵中隊や、士官の寡婦の扶養および軍人の子供を教育するための基金を創設した。また同年、オーストリアとの間に戦争の危機が迫ると、リュッヒェルは国王の命令でシュレーズィエンに派遣され、グラーツ伯領付近に軍を展開した。そしてこの任務における功績に報い、プール・ル・メリット勲章を授かっている。

### 対仏大同盟戦争
第一次対仏大同盟戦争中の1792年、彼はシャンパーニュから撤退する主力軍を援護し、フランクフルト・アム・マインへの攻撃を指揮した他、マインツ攻囲戦では、いわゆるマインシュピッツェで混成軍団を率い（彼は古プロイセン第15連隊に所属し、近衛第3大隊長として、フリードリヒ・クリスティアン・ラウクハルトやハインリヒ・フォン・クライストの上官であった）、一時的にランダウ・イン・デア・プファルツの封鎖を指揮し、いくつかの戦いで勝利を収める。しかし、それ以前にリュッヒェルの名を知らしめたのはプロイセン軍の撤退に際して、コブレンツを占領しようとしたアダム・フィリップ・ド・キュスティーヌ中将率いるフランス軍に先んじた強行軍である。さらに彼はプファルツ選帝侯領、ヘッセン＝ダルムシュタット方伯領、ヘッセン＝カッセル方伯領の各宮廷、そして後にはサンクト・ペテルブルクの皇帝パーヴェル1世を訪問し、外交を担当している。バーゼルの和約が締結されると、プロイセン海軍初の艦隊計画を作成した。
1797年、フリードリヒ・ヴィルヘルム3世はリュッヒェルを全ての士官学校の教育総監、ポツダムの幕僚監部長および近衛連隊の司令官に任じた。
他の多くのプロイセン軍将校と同じく、リュッヒェルもフリーメイソンに参加していた。上官であったクノーベルスドルフが主導していたシュテンダールのロッジ、「金の王冠」（Zur goldenen Krone）は1782年、彼を一員として迎えた。国王の側近となった後、リュッヒェルはポツダムのロッジ、「ミネルヴァ」（Minerva）に移った。1801年、同ロッジのマスターに選出されている。また、複数のロッジの名誉会員となっており、その中にはベルリンの「友情のロイヤル・ヨーク」（Royal York zur Freundschaft）も含まれていた。

### ナポレオン戦争
財政改革および軍事組織委員会に対するリュッヒェルの指導は、1806年まで内政・軍事政策上の路線を定めていた。自身を会長（Präses）とする軍事協会をもって、彼はシャルンホルスト、フォン・ボイエンやフォン・クラウゼヴィッツといった学識ある士官の団体を率いている。
特にシャルンホルストとは事務的ながら直接の交流があり、互いに尊敬しあう間柄だった。
またポツダムで行われた大演習の指揮を執り、クネーゼベック、ミュフリンク男爵、ヨルクやグナイゼナウを取り立てた。
この間の1802年、黒鷲勲章を授与されている。
1805年、彼は第2歩兵連隊の連隊長に就任し、プロイセン公子ルイ・フェルディナントをナポレオンとの戦いへと駆り立てた「主戦派」に加わる。1806年の動員令は、自身が計画したラントミリーツの創設を妨げた。
1806年4月、イエナ・アウエルシュタットの戦いに遅参し、同会戦の最後の戦闘に敗れる。その戦場への遅参は政敵、特にホーエンローエ侯率いる左翼軍の兵站総監で、自身も非難されたクリスティアン・フォン・マッセンバッハ大佐から公然と論難された。なお現在もヴァイマルのヴェービヒトからカペレンドルフに続く「リュッヒェル中将通り」として名を留め、リュッヒェルとその軍の行進を記念している。
リュッヒェルは胸部に重傷を負いながら、シュテッティーンを経由してケーニヒスベルクに逃れ、そこで総督職に就くと国民蜂起の計画を起草した。さらにフォン・デア・マルヴィッツの義勇部隊を援助し、プロイセン王妃ルイーゼ・フォン・メクレンブルク＝シュトレーリッツと緊密な関係を築き、ハルトゥンク新聞を監督した。その頃、同新聞社の検閲係だったフィヒテを罷免している。また大臣としての職責を巡る争いの中で、彼は口頭でも文書でも国王に意見を表明し、フォン・ハルデンベルクとフォン・シュタインを支えた。
ナポレオンの圧力で罷免された後の1809年、リュッヒェルはプラハへ亡命していたヘッセン選帝侯ヴィルヘルム1世（かつてのヘッセン＝カッセル方伯ヴィルヘルム9世）に身分を隠して会いに行き、国民蜂起への資金援助を依頼している。なおハルデンベルクの「リガ覚書｣とシュタインの「ナッサウ覚書」をひとまず承認したものの、貴族の租税優遇を排除する1810年の「財政勅令」には抵抗した。
1813年に解放戦争が勃発すると、国王はリュッヒェルに指揮権を与えなかった。恐らく、反乱軍の指導者であったフェルディナント・フォン・シルと彼の関係（リュッヒェルの長女はシルと婚約していた）に不信を抱いたからであろうが、主な原因は国王がリュッヒェルの支配者的な人格を評価しなかったことにある。
加えて、1807年以降、予備役に入っていたリュッヒェルは再編されたプロイセン軍と、その新しい戦術を伝聞でしか知らなかった。しかし、勤続年数はフォン・ブリュッヒャーよりも長かったので、任用されていれば高い地位に就けなくてはいけないという理由もあった。その代わりにリュッヒェルが願い出た、ブリュッヒャーより下位の配置は、歩兵大将となっていた彼にそぐわないので国王にとって論外だった。

### 晩年
リュッヒェルはポンメルンのハーゼロイ農場に隠棲し、晩年を過ごした。
同地で家族と並んで彼の相手を務めたのは、ほとんど若い貨幣学の研究者、ハインリヒ・ボルツェンタールのみであった。後にベルリン国立美術館の共同設立者および貨幣やメダルの蒐集責任者となったボルツェンタールは、招待に応じ1821年までリュッヒェルの騎士領に滞在し、その間に支障なく勉学を続けることができた。
リュッヒェルは1823年1月14日、ハーゼロイで没した。その後、知己であったフーケが伝記を捧げている。

## 歴史上の評価
リュッヒェルは、フリードリヒ大王の愛弟子およびフリードリヒ大王時代の伝統の護持者と見なされていた。実際、彼は1797年から1806年にかけてはフォン・メレンドルフやブラウンシュヴァイク公カール・ヴィルヘルム・フェルディナントと並んで、プロイセン軍の卓越した代表者だった。
何人かの同時代人が彼を「プロイセンのナポレオン」と賛嘆した一方で他の者、例えばクラウゼヴィッツは彼を「公然としたプロイセン精神から抽出した、濃縮された酸」と評した。大半の人が彼を保守的で、貴族としての出自を誇る市民の敵と捉えたのは根拠のないことではないが、当事者が指摘する軍の「硬直」を余りにも一方的にリュッヒェルの責任としている。
彼は貴族の特権を守り、重要な改革を遅らせた一方、プロイセン軍に啓蒙主義思想の所産を取り入れる上で貢献してもいる。特に、リュッヒェルの社会改革は、何よりもプロイセンの軍事教育の刷新に具現した。これらはリュッヒェルの改革のおかげで、シャルンホルストが軌道に乗せた軍制改革の中でもなお残り、古プロイセン的・保守的で常に刻み込まれる伝統として発展することができた。
彼の影響とその人格は、古プロイセン的な、フリードリヒ大王時代後期の軍の多くの短所のみならず、長所をも力強く示している。

## リュッヒェル家の紋章
盾は水平に分割され、上部には青地に白のアヤメを、下部では青と赤の格子縞をあしらう。ヘルメットは茎が長い3本のクローバーを飾り、マントは赤地に白である。

## 家族
リュッヒェルは2回結婚した。
最初の妻は1786年に娶った、アルンシュテット家のカロリーネ・ヘンリエッテ・フォン・アルンシュテットである。彼女は女官であり、父は王太子フリードリヒ・ヴィルヘルム（後のプロイセン国王フリードリヒ・ヴィルヘルム2世）の執事 (Hofmeister (office)) を務めたプロイセン軍の大佐、クリスティアン・ハインリヒ・フォン・アルンシュテット（1713年 - 1785年）である。彼女の母はバロネスのアルベルティーネ・ヘンリエッテ・カロリーネ・フォン・ゴイダー・ゲナント・ラーベンシュタイナー（1725年 - 1803年）である。カロリーネは結婚式の8日後に亡くなった。
妻を早くに失ったリュッヒェルは、1788年にフィリピーネ・ヨハンナ・エリザベート・フォン・エルンストハウゼン（1768年 - 1828年）と再婚する。彼女は枢密院議員で上級衛生評議会（Ober-Sanitäts-Kollegium）の議長、ヴィクトア・トビアス・エルンスト・フォン・エルンストハウゼン（1730年 - 1807年）と、その妻ヨハンナ・アマーリエ・ブライトシュプラッハ（1749年 - 1817年以後）の娘である。この夫婦は二人の娘に恵まれた。
- エリザベート（エリーゼ、1789年10月29日 - 1816年11月1日）：プロイセン軍の少佐、ユリウス・フリードリヒ・ゴットロープ・フォン・フレミンク（ドイツ語版）（ベック家[8]の出身）と結婚した。それ以前、彼女はシル少佐と婚約していた。
- アルベルティーネ（1790年 - 1831年)：ダンツィヒ総督のヤーコプ・フリードリヒ・フォン・リュッヒェル＝クライスト（英語版）と結婚した。